# Gerhard Schulze (Meeresbiologe)
Gerhard Schulze (geboren am 25. Mai 1938 in Dessau; gestorben am 18. Oktober 2019 in Stralsund) war ein deutscher Meeresbiologe und Walforscher.

## Leben
Nach einer Berufsausbildung zum Müller studierte Schulze Museologie. Anschließend war er kurzzeitig am Heimatmuseum Güstrow tätig und arbeitete dann ab 1960 als stellvertretender Direktor im Meeresmuseum Stralsund. Schulze leitete den Fachbereich Meeresbiologie. Sein besonderes Interesse galt den Meeressäugern.
Er forschte in der DDR zu Schweinswalen, der einzigen in der Ostsee heimischen Walart. Diese Forschung brachte ihm die Bekanntschaft mit dem in der Bundesrepublik auf dem gleichen Gebiet tätigen Wolfhart Schultz. Gemeinsam mit Dieter Adelung leitete Schulze die Arbeitsgruppe über Kleinwale in Deutschland.
Für die Ausstellung Riesen der Meere im Ozeaneum Stralsund leitete er die Arbeitsgruppe zur Erstellung.
Schulzes ab 1981 erstellte Monografie über Schweinswale gehört zu den Standardwerken der Meeressäugetierforschung. In der Schriftenreihe Meer und Museum des Meeresmuseums veröffentlichte Schulze 1991 eine Aufstellung der seit 1365 an der südlichen Ostseeküste nachgewiesenen Wale.

## Werke (Auswahl)
- Am Meer, Kinderbuchverlag Berlin, 1983
- Die Schweinswale: Familie Phocoenidae., Neue Brehm-Bücherei, 1987, ISBN 978-3740300487
- Wale an der Küste von Mecklenburg-Vorpommern, in: Sonnfried Streicher (Herausgeber): Meer und Museum, Schriftenreihe des Meeresmuseums Stralsund, Band 7, Stralsund 1991
- Burmeisters Beiträge zur Meeresbiologie, insbesondere zur Walforschung, in: Meer und Museum, Schriftenreihe des Meeresmuseums Stralsund, Band 9, Stralsund 1993
- Die Schweinswale: Familie Phocoenidae. (= Die Neue Brehm-Bücherei. Band 583). 2. Auflage. Westarp Wissenschaften, Magdeburg 1996, ISBN 3-89432-379-5
- Professor Dr. Otto Dibbelt – Leben und Lebenswerk, in: Meer und Museum, Schriftenreihe des Meeresmuseums Stralsund, Band 19, Stralsund 2006